# Fontaines Roland

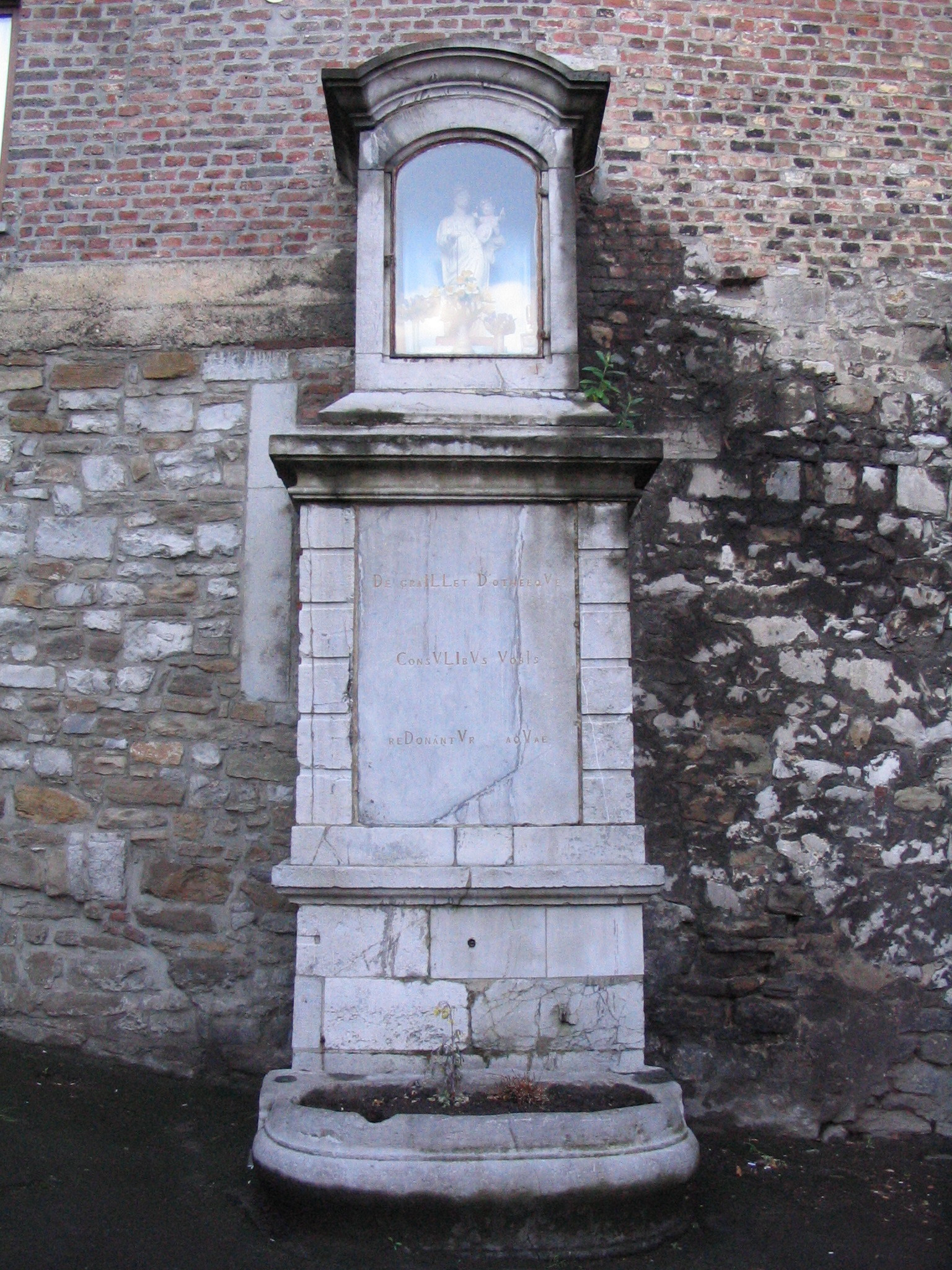
Fontaine Roland dans les Degrés des Tisserands, Liège.
Le chronogramme donne la date :
De graILLet D'othée qVe
ConsVLIbVs VobIs
reDonantVr aqVae
(c'est-à-dire 1783)

La Société des Fontaines Roland est à l'origine du système moderne de l'alimentation en eau de la ville de Liège.  Dès 1687, elle amène à la ville l'eau captée par des galeries drainantes dans la craie de Hesbaye sous le plateau de Ans par des tuyaux de plomb.

## Historique
En 1679, un ingénieux bourgeois de Liège, Lambert Jamin, propose à Maximilien-Henri de Bavière, Prince-évêque de Liège, une solution pour sécuriser l'approvisionnement en eau de la ville : capter l'eau dans la craie de Hesbaye sur les hauteurs de la ville. Jusqu'alors, elle dépend quasi exclusivement des areines. La qualité et surtout la disponibilité de ces eaux était à la merci des entreprenants houilleurs de la région qui, malgré des lois très strictes (la peine de mort et la confiscation des biens), risquaient à tout moment de nuire à l'approvisionnement.
Soit qu'il n'en eut pas les moyens financiers, soit que la tâche lui parût trop considérable, ce ne fut pas Lambert Jamin, mais le Conseiller Jean Roland qui se lança dans l'aventure (il fut également à l'origine de la société d'exploitation de La Conquête, qui sera plus tard le cœur des Charbonnages de Patience et Beaujonc, et dont les concessions fournissent l'essentiel des eaux des areines). Le 14 novembre 1679, il obtint l'accord de la Cour des Voir-Jurés de charbonnage et quatre jours plus tard, celle des échevins. Le 8 janvier 1680, le Prince-évêque autorisa le début des travaux.  C'est la seconde fois qu'un prince-évêque attribue la propriété du fond à quelqu'un qui n'est pas propriétaire de la surface (en 1581, l'édit de Conquête de Ernest de Bavière avait attribué les gisements de charbon à ceux qui seraient capables de les démerger). Dans ce cas-ci, Maximilien-Henri de Bavière en donne même le monopole à la Société des Fontaines Roland, reconnue d'utilité publique et donc, sous la protection du Prince-évêque). En compensation de l'autorisation de mettre ses installations sous la voirie, Roland dut fournir un xhancion pour la fontaine de Vinâve d'Île, la ville lui achetant d'autres xhancions pour satisfaire la demande.
Muni de l'octroi et avant même la finalisation des accords avec la ville, Roland entreprit les travaux dans le quartier de Molinvaux, poussant ses galeries de captation vers le nord jusqu'à l'Arbre Courtejoie à Sainte-Walburge. Dans l'autre sens, il amène les eaux vers la ville mais peine à trouver des clients au prix qu'il demande (1 400 florins de Brabant par xhancion).
En 1685, un client du côté de l'Îlot Saint-Michel actuel obtint le xhancion à 800 florins. Ne pouvant multiplier ses clients sans diminuer le débit de ceux avec lesquels il avait déjà un contrat et à cause des gros investissements déjà consentis, Jean Roland connut rapidement de gros problèmes financiers. En 1686, il dédommagea le bourgmestre Jean Le Bon qui avait investi dans son entreprise en lui fournissant un xhancion d'eau. Ses installations furent saisies par un autre xhancionnaire, Guillaume Leclercque.
Le 20 janvier 1687, avec 27 autres actionnaires (dont la ville, mais sans Roland qui mendiera plus tard un quart de xhancion), Guillaume Leclercque fonde la Société des Fontaines Roland. Leur but est de recapitaliser l'entreprise et d'accroître ses capacités de captage et augmenter le nombre de clients. La situation financière de la société resta précaire et les actionnaires durent plusieurs fois y aller de leur poche. En 1705, à la suite d'ennuis techniques, ils durent faire appel à un expert français (selon Théodore Gobert, celui-là même qui venait de réaliser l'amenée des eaux de Marly à Versailles). Selon celui-ci, la situation des installations réalisées avec peu de moyens dans la précipitation était catastrophique. Les canalisations en briques étaient viciées, celles en bois pourries. Il ne recommandait pas d'en utiliser en terre (trop fragiles) et les canalisations en plomb étaient trop chères. Il recommanda donc des tuyaux en fer (fonte). Et, c'est ce qui fut adopté. Une fonderie des Vennes, qui deviendra  la Compagnie des conduites d'eau, fabrique les tuyaux. Longtemps plus tard, les grandes canalisations en briques, trop accessibles, continuèrent de constituer un danger pour la santé publique. Le soulèvement de simples dalles permettaient aux ménagères d'y nettoyer leur linge !  Une ordonnance du prince-évêque Charles-Nicolas d'Oultremont du 3 février 1767 s'élève contre de tels agissements :
3 février 1767 Liège -- Édit de Charles
renouvelant les lettres d'octroi et de sauvegarde
accordées le 8 janvier 1680 au sujet des fontaines Roland à Liège et défendant à tous ses sujets
et particulièrement aux surséants de Molinvaux et des environs d'Ans de causer le moindre dommage
aux ouvrages, buses, canaux et aqueducs desdites fontaines
En 1827, la ville consomme 10 3/4 des 39 1/4 xhancions captés par la société. À l'heure où écrit Gobert, en 1910, la société continue à alimenter la ville et à moderniser ses installations.
En 1847, la ville de Liège fait réaliser plus de 45 kilomètres de galeries en Hesbaye.
Actuellement, c'est la CILE qui fournit l'eau aux habitants de la ville. L'eau est toujours captée (en partie) dans des galeries creusées dans la craie de Hesbaye.  Ce captage, qui fournit 16,9 millions de mètres cubes d'eau par an d'une eau très dure (42 °f) est le plus important de la région, devant le captage du Néblon dans le Condroz et les eaux de surface beaucoup plus douces mais moins « pures » des lacs de la Gileppe et de Eupen.

## Liste des fontaines
- Degrés des Tisserands 50° 38′ 40″ N, 5° 33′ 47″ E
- Place du Flot 50° 38′ 52,17″ N, 5° 33′ 10,04″ E